# Janel Moloney
Janel Wallace Moloney (Los Angeles, 3 ottobre 1969) è un'attrice statunitense, nota per l'interpretazione di Donna Moss nella famosa serie televisiva West Wing - Tutti gli uomini del Presidente.

## Biografia
Janel Moloney è nata nel sobborgo di Woodland Hills, in California, ed è la nipote dell'attrice Christine Ebersole. Ha frequentato il corso quadriennale di recitazione alla SUNY Purchase. 
Durante la campagna presidenziale del 2004 negli Stati Uniti, Moloney è stata un attivo sostenitore della campagna presidenziale di John Kerry e ha fatto apparizioni pubbliche per suo conto.

## Carriera
Ha partecipato a molte serie televisive, tra cui E.R. - Medici in prima linea, Sports Night, Le avventure di Brisco County e La signora in giallo. 
Il successo arriva nel 1999, con la partecipazione alla serie televisiva West Wing - Tutti gli uomini del Presidente, dove interpretava Donna Moss, assistente del vice-capo del personale della Casa Bianca, Josh Lyman. Originariamente era accreditata come guest-star (pur comparendo in tutti gli episodi della prima stagione). Dalla seconda stagione in poi, è stata inclusa nel cast principale. Per la sua interpretazione ha ricevuto due nomination agli Emmy Award, una nel 2002 e una nel 2004.
Dal 2014 al 2017 ha preso parte alla serie tv The Leftovers - Svaniti nel nulla.

### Teatro
Nel 2007, ha fatto il suo debutto Off-Broadway palco del Playwrights Horizons, dove ha interpretato Teresa nella produzione 100 Saints You Should Know, scritto da Kate Fodor e diretto da Ethan McSweeny. È apparsa nella commedia Off-Broadway, Love, Loss, and What I Wore tra settembre e ottobre 2011.

## Vita privata
L'attrice si è sposata con il compositore Marcelo Zarvos e il 14 febbraio 2010 è diventata madre di Julian Francesco Zarvos.

## Filmografia

### Cinema
- Incubo d'amore (Dream Lover), regia di Nicholas Kazan (1993)
- Safe, regia di Todd Haynes (1995)
- Wild Bill, regia di Walter Hill (1995)
- Solo se il destino (Til There Was You), regia di Scott Winant (1997)
- Soluzione estrema (Desperate Measures), regia di Barbet Schroeder (1998)
- The Souler Opposite, regia di Bill Kalmenson (1998)
- Bang bang, sei morto (Bang Bang You're Dead), regia di Guy Ferland (2002)
- Just Pray, regia di Tiffani Thiessen - cortometraggio (2005)
- Armless, regia di Habib Azar (2010)
- Walk and Talk the Vote: West Wing Reunion - Bridget Mary McCormack, regia di Michael Mayers - cortometraggio (2012)
- Concussion, regia di Stacie Passon (2013)
- Half the Perfect World, regia di Cynthia Fredette (2013)
- Stay Then Go, regia di Shelli Ainsworth (2013)
- Ella & John - The Leisure Seeker (The Leisure Seeker), regia di Paolo Virzì (2017)

### Televisione
- Roomies - serie TV, 1 episodio (1987)
- To Save a Child, regia di Robert Lieberman - film TV (1991)
- ...And Then She Was Gone, regia di David Greene - film TV (1991)
- Double Edge, regia di Steve Stafford - film TV (1992)
- Le avventure di Brisco County Jr. (The Adventures of Brisco County, Jr.) - serie TV, 1 episodio (1993)
- Bakersfield P.D. - serie TV, 1 episodio (1993)
- E.R. - Medici in prima linea (ER) - serie TV, 1 episodio (1995)
- La signora in giallo (Murder, She Wrote) - serie TV, episodio 12x11 (1995)
- High Incident - serie TV, 1 episodio (1996)
- Sports Night - serie TV, 1 episodio (1998)
- West Wing - Tutti gli uomini del Presidente (The West Wing) - serie TV, 149 episodi (1999-2006)
- Amber Frey: Witness for the Prosecution, regia di Peter Werner - film TV (2005)
- Brotherhood - Legami di sangue (Brotherhood) - serie TV, 5 episodi (2007)
- Dr. House - Medical Division (House, M.D.) - serie TV, episodio 4x10 (2008)
- Puppy Love - serie TV (2008)
- 30 Rock - serie TV, 1 episodio (2008)
- Life on Mars - serie TV, 1 episodio (2009)
- Law & Order: Criminal Intent - serie TV, episodio 8x05 (2009)
- Captain Cook's Extraordinary Atlas, regia di Thomas Schlamme - film TV (2009)
- The Good Wife - serie TV, 1 episodio (2013)
- The Blacklist - serie TV, 1 episodio (2014)
- The Leftovers - Svaniti nel nulla (The Leftovers) – serie TV, 16 episodi (2014-2017)
- Law & Order - Unità vittime speciali (Law & Order: Special Victims Unit) – serie TV, episodio 19x16 (2018)
- The Undoing - Le verità non dette (The Undoing) – miniserie TV, 2 puntate (2020)
- Bull - serie TV, episodio 5x05 (2020)
- Law & Order: Organized Crime - serie TV, 8 episodi (2022)

## Teatro
- 100 Saints You Should Know, regia di Ethan McSweeny (2007)
- Love, Loss, and What I Wore, regia di Karen Carpenter (2011)

## Doppiatrici italiane
Nelle versioni in italiano delle opere in cui ha recitato, Janel Moloney è stata doppiata da:
- Alessandra Korompay ne La signora in giallo, Law & Order - Unità vittime speciali, Law & Order: Organized Crime, American Crime
- Deborah Ciccorelli in West Wing - Tutti gli uomini del Presidente
- Pinella Dragani in Life on Mars
- Elda Olivieri in Bang, bang, sei morto!
- Emanuela Baroni in Dr. House - Medical Division
- Chiara Colizzi in Ella & John - The Leisure Seeker
- Laura Lenghi in The Leftovers - Svaniti nel nulla
- Chiara Salerno in The Affair - Una relazione pericolosa
- Angela Brusa in The Undoing - Le verità non dette
- Claudia Catani in Bull